# El Alacrán, Candelaria Loxicha
El Alacrán är en ort i Mexiko.   Den ligger i kommunen Candelaria Loxicha och delstaten Oaxaca, i den sydöstra delen av landet, 500 km sydost om huvudstaden Mexico City. El Alacrán ligger 448 meter över havet och antalet invånare är 374.
Terrängen runt El Alacrán är kuperad åt sydost, men åt nordväst är den bergig. El Alacrán ligger nere i en dal. Runt El Alacrán är det ganska tätbefolkat, med 86 invånare per kvadratkilometer. Närmaste större samhälle är Los Naranjos Esquipulas, 6,0 km norr om El Alacrán. Omgivningarna runt El Alacrán är en mosaik av jordbruksmark och naturlig växtlighet.